# Monolitisk
Denna artikel handlar om det politiska begreppet. För pelaren se monolit. För datorarkitekturen se Monolitisk kärna. En elektronisk krets på en enda kiselbricka kallas monolitisk.
Monolitisk av grekiska monos, "en" och lithos, "sten". 
I politiska och ideologiska sammanhang är det en ensidig (och tvångsmässigt) uppbyggd samhällsåskådning. Som en solid "pelare" utan tillstymmelse till mångformighet, variation eller möjlighet att komma in i och förändra. Inte sällan är en monolitisk ideologi också fundamentalistisk. Begreppet används oftast av kritiker.